# Derry Olympic Football Club
Le Derry Olympic Football Club, usuellement appelé Derry Olympic, est une équipe de football basée à Londonderry en Irlande du Nord. Elle est créée en 1892 et intègre immédiatement le championnat d'Irlande. Il s'agit de la toute première équipe non basée à Belfast à disputer le championnat.

## Histoire
En 1892, une invitation est faite au secrétaire de la fédération du North-West pour inscrire une équipe représentant Londonderry au sein de l'Irish League. L'équipe est spécialement mise en place à cette occasion pour prendre part à la saison 1892-1893 du championnat. Comme il s'agit en fait d'une sélection, tous les joueurs de la fédération régionale du North-West sont éligibles pour jouer dans l'équipe. Les joueurs viennent alors des principaux clubs de Londonderry comme St. Columb's Court, ou de clubs d'autres villes de la région comme Limavady,.
Lors de cette saison en championnat d'Irlande, Derry Olympic termine à la dernière place du championnat sans avoir remporté la moindre rencontre.
L'équipe décide de ne pas redemander à participer au championnat, ce qui acte sa disparition.
Il faut attendre le Derry Celtic, qui intègre le championnat au commencement de la saison 1900-1901, pour revoir une équipe de Londonderry en Irish League.